# بايلوت (اختلال ضال)
تجريبية (بالإنجليزية: Pilot)‏ (كما سُميت في إصدارات الدي في دي والبلوراي لمسلسل اختلال ضال (بالإنجليزية: Breaking Bad)‏) هو العرض الأول للمسلسل الدرامي الأمريكي بريكينغ باد. كتب الحلقة وأخرجها صانع المسلسل فينس غيليغان، بُثّت الحلقة على إيه ام سي في 20 يناير 2008.
في الحلقة، يُشخَص مدرس الكيمياء والتر وايت (بريان كرانستون) بأنه مصاب بسرطان الرئة. يُبقي والتر مرضه سراً عن زوجته الحامل سكايلر (آنا غان) وابنه المراهق والتر جونيور (آر جي ميتي)، قرر والتر أن يقضي سنواته الأخيرة في توفير المال لعائلته. بعد خوضه عملية ضبط المخدرات مع صهره ووكيل إدارة مكافحة المخدرات هانك شريدر (دين نوريس)، يكتشف والتر تلميذه السابق جيسي بينكمان (آرون بول) وهو يعمل في تجارة المخدرات، فيبتزه في وقت لاحق لمساعدته في إعداد المخدرات داخل عربة سكن متنقلة.
في البث الأولي، تلقت الحلقة آراء إيجابية من غالبية النقاد، أشادوا بغيليغان على نصه، وكرانستون لأدائه. في جوائز إيمي برايم تايم الستين، تلقت الحلقة ترشيحات مختلفة، حيث فاز كرانستون بجائزة الإيمي برايم تايم لأفضل ممثل رئيسي في سلسلة درامية، وحصل غيليغان على ترشيح للإخراج المتميز.

## القصة
والتر وايت أو والت وايت هو مدرس كيمياء في مدرسة ثانوية في البوكيرك، نيو مكسيكو. يعيش والتر مع زوجته الحامل سكايلر وابنهما المراهق والتر جونيور، المصاب بشلل دماغي. بعد فترة وجيزة من عيد ميلاده الخمسين، وأثناء عمله في وظيفته بدوام جزئي في مغسلة سيارات، ينهار والت ويُنقَل إلى المستشفى. في المستشفى، يُقال له أنه أُصيب بسرطان الرئة غير القابل للجراحة، وفي أحسن الأحوال لديه سنتان ليعيشها. يقرر والت إخفاء الأخبار عن عائلته وعن أخت سكايلر ماري شريدر وزوجها هانك، والذي يعمل كوكيل في إدارة مكافحة المخدرات.
بعد عودته إلى العمل، يهاجم والت رئيسه المدعو بوجدان وولينتز، ثم يخرج. يطلع والت على تقرير يُظهر مبالغ كبيرة من الأموال والتي اُستُرِدَّت من إحدى عمليات القبض على المخدرات التي قام بها هانك، يأخذ والت عرضًا من هانك للذهاب معه في مداهمة لمختبر ميثامفيتامين. بينما يقوم عملاء إدارة مكافحة المخدرات بإخلاء المنزل هناك، يرى والت تلميذه السابق جيسي بينكمان وهو يتسلل للخارج، يتعقبه والت لاحقًا ويبتزه لمساعدته على إنتاج الكريستال ميث (مخدرات). يسرق والت إمدادات والمتطلبات الكيميائية من المدرسة، ويطلب من جيسي شراء عربة سكن متنقلة لاستخدامها كمختبر لهم.
يقود الاثنان عربة سكن متنقلة في الصحراء ويبدآن في الاعداد. نظرًا لخبرة والت في الكيمياء، يدعي جيسي أن الكريستال ميث الذي صنعه والت هو أنقى ما رآه على الإطلاق. يعود جيسي ليعرض المنتج على الموزع الخاص به، كريزي-8، لكنه بالصدفة يرى ابن عم كريزي-8؛ إميليو كوياما، والذي يعتقد أن جيسي خانه أثناء القبض على المخدرات، ولإثبات ولائه، يقودهم جيسي إلى عربة السكن المتنقلة، حيث يلتقون مع والت. يتعرف إميليو والت من المداهمة، مما يدفعه هو وكريزي-8 إلى الهجوم عليهما تحت تهديد السلاح.لإنقاذ حياة جيسي، يعرض والت أن يوضح لهم كيف يصنع الميثامفيتامين. أثناء الاعداد، يُلقي إميليو بسيجارته، مما يتسبب بحريق هائل دون انتباههم، يقوم والت بتجميع غاز الفوسفين مع الفوسفور الأحمر؛ مما يفقد وعي إميليو وكريزي-8.
يحاول والت الفرار عند سماع صفارات الإنذار؛ فيقود عربة السكن المتنقلة إلى أبعد مكان لكنه يتعثر ويقع في حفرة. يسجل رسالة فيديو لعائلته قبل أن يحاول إطلاق النار على نفسه، لكن يطلق النار دون جدوى. في النهابة، يُدرك أن صفارات الإنذار ليست من الشرطة بل هي سيارات إطفاء ذاهبة لإطفاء الحريق. يعود والت وجيسي إلى الخلف، تاركين عربة سكن متنقلة مع إميليو وكريزي-8 في منزل جيسي. يعود والت إلى المنزل، ويلتقي باستفسارات زوجته المضطربة بقوة جنسية جديدة.

## الاستقبال

### الجوائز والتقييمات
في عام 2013، أشار غيليغان إلى أن نسبة المشاهدة للحلقة كانت أقل من مليون مشاهد بسبب مباراة كرة قدم بُثَّت في نفس الوقت، ومع ذلك، كشفت صحيفة هوليوود ريبورتر في وقت لاحق من نفس العام أن الحلقة قد شاهدها 1.41 مليون.
| الجائزة                      | تاريخ الحفل    | الفئة                                       | المرشحون       | النتيجة | مرجع  |
| ---------------------------- | -------------- | ------------------------------------------- | -------------- | ------- | ----- |
| جائزة الإيمي برايم تايم      | 21 سبتمبر 2008 | أفضل ممثل في مسلسل درامي                    | براين كرانستون | فوز     | [ 3 ] |
| جائزة الإيمي برايم تايم      | 21 سبتمبر 2008 | تعديل صور بكاميرا واحدة رائعة لسلسلة درامية | لين ويلينجهام  | فوز     | [ 3 ] |
| جائزة الإيمي برايم تايم      | 21 سبتمبر 2008 | تصوير سينمائي رائع لسلسلة مدتها ساعة واحدة  | جون تول        | رُشِّح     | [ 3 ] |
| جائزة الإيمي برايم تايم      | 21 سبتمبر 2008 | إخراج متميز لمسلسل درامي                    | فينس غيليغان   | رُشِّح     | [ 3 ] |
| جوائز نقابة الكتاب الأمريكية | 7 فبراير 2009  | التلفزيون: حلقة درامية                      | فينس غيليغان   | فوز     | [ 4 ] |

## وصلات خارجية
- الموقع الرسمي
 على الموقع الرسمي لـ اختلال ضال
- «بايلوت» على قاعدة بيانات الأفلام على الإنترنت